# Нысский повет
Нысский повет (пол. Powiat nyski) — повет (район) в Польше, входит как административная единица в Опольское воеводство. Центр повета — город Ныса. Занимает площадь 1223,87 км². Население — 138 969 человек (на 31 декабря 2015 года).

## Административное деление
- города: Глухолазы, Корфантув, Ныса, Отмухув, Пачкув
- городско-сельские гмины: Гмина Глухолазы, Гмина Корфантув, Гмина Ныса, Гмина Отмухув, Гмина Пачкув
- сельские гмины: Гмина Каменник, Гмина Ламбиновице, Гмина Пакославице, Гмина Скорошице

## Демография
Население повета дано на 31 декабря 2015 года.
| Перепись            | Всего   | Мужчины | Женщины |
| ------------------- | ------- | ------- | ------- |
| Всего               | 138 969 | 67 564  | 71 405  |
| Городское население | 72 989  | 34 745  | 38 244  |
| Сельское население  | 65 980  | 32 819  | 33 161  |